# Ernst Römer
Ernst Rosenfeld Römer (Viena, 28 de diciembre de 1893-Ciudad de México, 1974) fue un director de orquesta, educador musical y compositor austríaco-mexicano.

## Biografía
Fue alumno de Guido Adler y Arnold Schönberg en Viena. De 1922 a 1933 fue director de orquesta en el Großes Schauspielhaus y en el Konzerthaus de Berlín. Después del machtergreifung volvió a vivir en Viena. Tras el anschluss en 1938, emigró a México con su familia, donde vivió desde entonces exiliado y trabajó como director de orquesta en la ópera de la Ciudad de México. La casa del matrimonio Irma y Ernst Römer fue también un lugar de encuentro para exiliados de habla alemana como Egon Erwin Kisch, Anna Seghers, Marcel Rubin, Ruth Schönthal y el joven Plácido Domingo. El Heinrich Heine Club se fundó en la Casa Römer el 1 de noviembre de 1941 bajo la presidencia de la escritora Anna Seghers y se programaron conciertos y representaciones teatrales. Römer hizo una contribución particular a su trabajo sobre las obras del modernismo austriaco. En México dirigió obras de Gustav Mahler y Arnold Schönberg. Desde 1951 enseñó en el Conservatorio Nacional de Música. En 1961 recibió la Orden al Mérito de la República de Austria.